# شلمنسر پنجم
شلمنسر پنجم (Salamanassar، Šalman'eser، Šalmaneser) پادشاه آشور و فرزند و جانشین تیگلات-پیلسر سوم بود که از ۷۲۷ تا ۷۲۲ پیش از میلاد حکومت کرده‌است.
وی نخست در زمان حکومت پدرش تیگلات-پیلسر سوم به عنوان حاکم زیمیرا در فینیقیه دیده می‌شود. برخی‌ها ادعا می‌کنند که وی به استفاده از نام Ululayu به عنوان نام سلطنتی در سمت پادشاه بابل ادامه داده‌است، اما این مسئله در هیچ منبع و مدرک رسمی و معتبر و قابل وثوقی دیده نشده‌است. شورش سامریه در دوره پادشاهی وی رخ داد. در زمان او از آنجا که شرق نزدیک در کنترل آشوریها بود، مصری‌ها تلاش می‌کردند که از طریق وارد شدن به منطقه و تحریک و برانگیختن حاکمان دست نشانده آشوری‌ها در مناطق شرقی مدیترانه در خاور نزدیک برای خود جای پایی درست کنند، به همین جهت پادشاه اسراییل، هوشع با پیه پادشاه مصر با فرستادن پیغام در ارتباط بود و از این طریق علیه شلمنسر پنجم تبانی و توطئه می‌کرد. اما مصری‌ها سرانجام از آشوریها شکست خوردند و از قلمروی آشور بیرون رانده شدند. هوشع هم بنا به گفته تورات در سال نهم سلطنتش دستگیر شد. اما شلمنسر، هنگامی که به محاصره شهر یاغی پرداخته بود، در سال ۷۲۲ پیش از میلاد درگذشت و برادرش سارگون دوم به جای او به تخت آشور نشست.
تورات می‌گوید که شلمنسر و پدرش باعث کوچیدن اجباری ده قبیله گمشده اسراییل شده‌اند. در کتاب دوم پادشاهان از شلمنصر پنجم به عنوان فاتح سامریه یاد می‌شود که مردمان سرزمین مزبور را به تبعید می‌فرستد. در کتاب توبیت، توبیت تبعید شده در دربار شلمنسر مورد عنایت و توجه قرار می‌گیرد و فقط در زمان سناخریب است که محبوبیت و تأثیرگذاریش کاهش می‌یابد.